# Fiat 124 Sport Spider
El Fiat 124 Sport Spider fue un famoso automóvil descapotable deportivo fabricado por Fiat durante dos décadas, entre los años 1966 y 1985. Diseñado por el carrocero italiano Pininfarina, se trata de un monocasco con motor delantero y tracción trasera. El Sport Spider fue presentado en noviembre de 1966 en el Salón del Automóvil de Turín, por Tom Tjaarda. En 1979, Fiat comercializó el coche con el nombre de Spider 2000, hasta 1982. Tras ser retirado por FIAT, Pininfarina continuó con la producción del modelo bajo su propia marca como Pininfarina Spider Azzurra para el mercado norteamericano y con el nombre de Pininfarina Spidereuropa para el mercado europeo durante tres años más, hasta 1985. Para honrar su legado, Fiat preparó una réplica en 2015 y lo presentó en el Salón del Automóvil de Los Ángeles.

## Historia

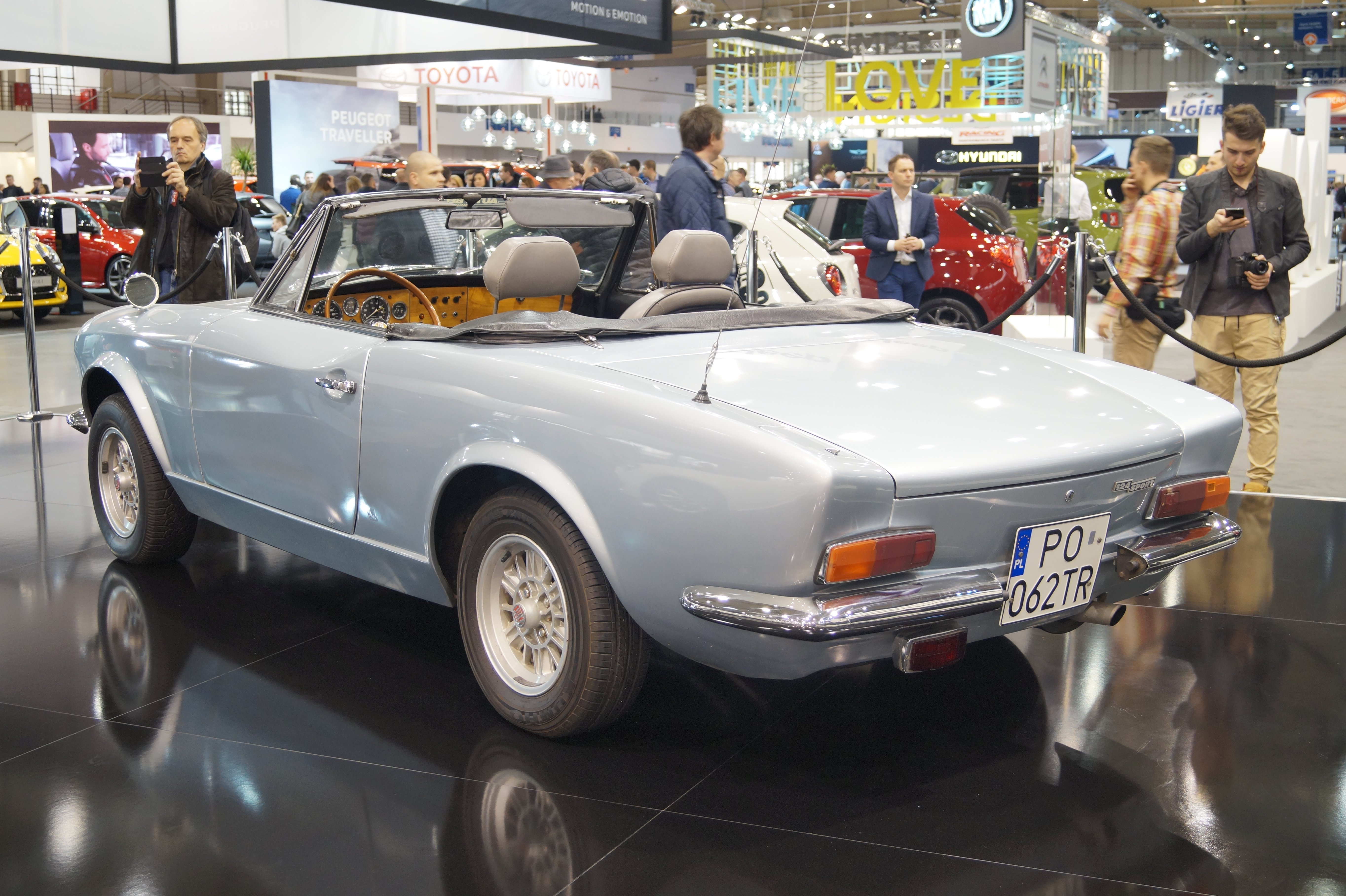
Fiat 124 Sport Spider de 1972

El Fiat 124 Sport Spider fue diseñado por Pininfarina y del estilo de la casa por Tom Tjaarda. El 124 Sport Spider, 124 Sport Coupé y 124 sedán de compartían parte de su tren de rodaje – y, en el caso del cupé, las plataformas. El Deportivo de la Araña utiliza un acortamiento de la plataforma, junto con una corta distancia entre ejes, y en contraste con la "Araña" diseñado y fabricado por Pininfarina, Fiat diseñó y fabricó el cupé.
La sucesión de construir la serie de los 124 designado internamente como, BS, BS1, CS y CSA. Como modelos tenían un tubo de torsión transmisión de potencia a las ruedas traseras; de esta grieta propensas diseño fue reemplazado por un trailing-brazo del eje trasero, con la segunda serie (BS) en 1969 — que fue fabricada junto a él para los seis primeros meses de 1970. Los primeros COMO los coches también tienen pequeñas luces traseras, mientras que la BS recibe una rejilla de malla y están bordeados de negro medidores en el interior. En julio de 1970, el 1.6 litros de BS1 aparecido; este modelo es reconocible por sus dos jorobas en el capó y el parachoques overriders. La serie CS de la Araña llegó en 1972. También en 1972, una versión deportiva de la Araña debutó, necesarios para el tipo-la aprobación de su versión rally, y fue comercializado como 124 CSA (C-Spider-Abarth). El vehículo tiene una capacidad de 128 cv. En tres años, Fiat fabricados menos de 1000 modelos CSA, que estaban destinados para la venta a clientes individuales.

### Motores
El motor de cuatro cilindros utilizado en la araña y cupé es un doble árbol de levas en cabeza, de aluminio de flujo cruzado de la cabeza de la versión de la berlina de la varilla de empuje de la unidad. Se inició en 1966 con una capacidad de 1438 cc aumentando progresivamente a 1608 cc en 1970 (aunque esto fue reducido a 1.592 cc en 1973), 1,756 cc en 1974 y finalmente 1,995 cc en 1979. El Fiat twin cam motor fue diseñado por el ex-Ferrari ingeniero Aurelio Lampredi. Inyección de combustible Bosch sustituye a la anteriormente utilizada carburadores Weber a mitad de camino a través de 1980. En 1981 y 1982, Fiat USA, Inc. asociado con la Leyenda de las Industrias a crear aproximadamente 700 turbo modelos para los mercados de Estados Unidos. También hubo una increíble modelo llamado "Volumex" que ofrece hacia el final de la producción, que solo se vendió en Europa, donde cuestan un 35% más que regular, de inyección de combustible Spidereuropa. Esta familia de motores se mantuvo en producción en la década de 1990 de dar uno de los más largos de producción-se ejecuta en la historia del automóvil. El doble árbol de levas en cabeza (DOHC) versión fue la primera misa fabricados DOHC utilizar reforzado de goma de la correa de distribución, una innovación que se vienen en casi uso universal en las décadas después de su introducción. Su familia powered carrera de coches como el FIAT 131 Mirafiori, 124 Especial T, Lancia Beta Montecarlo, Delta Integrale y muchos otros.
| Años    | Modelo       | Motor        | Capacidad | Diámetro x Carrera mm | Relación de compresión | Poder en velocidad de motor                 |
| ------- | ------------ | ------------ | --------- | --------------------- | ---------------------- | ------------------------------------------- |
| 1967–73 |              | 124 AC 040   | 1,438 cc  | 80 x 71.5 mm          | 8.9:1                  | 90 PSkW hp⋅0 ( ; 89 ) en 6,000 rpm          |
| 1973–77 |              | 132 AC 000   | 1,592 cc  | 80 x 79.2 mm          | 9.8:1                  | 108 PSkW hp⋅0 PS (79 kW; 107 ) en 6,000 rpm |
| 1973–75 | Abarth Rally | 132 AC 4.000 | 1,756 cc  | 84 x 79.2 mm          | 9.8:1                  | 128 PSkW hp⋅0 PS (94 kW; 126 ) en 6,200 rpm |
| 1970–73 |              | 125 BC 000   | 1,608 cc  | 80 x 80 mm            | 9.8:1                  | 110 PSkW hp⋅0 PS (81 kW; 108 ) en 6,400 rpm |
| 1973–77 |              | 132 AC1 000  | 1,756 cc  | 84 x 79.2 mm          | 9.8:1                  | 118 PSkW hp⋅0 PS (87 kW; 116 ) en 6,000 rpm |
| 1974–78 |              | 132 Un1 040  | 1,756 cc  | 84 x 79.2 mm          | 8.9:1                  | 118 PSkW hp⋅0 PS (87 kW; 116 ) en 5,800 rpm |
| 1974–78 |              | 131 Un1 040  | 1,756 cc  | 84 x 79.2 mm          | 8.1:1                  | 87 PSkW hp⋅0 PS (64 kW; 86 ) en 6,200 rpm   |
| 1979–81 |              | 132 C2 040   | 1,995 cc  | 84 x 90 mm            | 8.1:1                  | 83 PSkW hp⋅0 PS (61 kW; 82 ) en 5,800 rpm   |
| 1979–85 |              | 132 C3 031   | 1,995 cc  | 84 x 90 mm            | 8.2:1                  | 102 PSkW hp⋅0 PS (75 kW; 101 ) en 5,500 rpm |
| 1979–85 | Spidereuropa | 132 C3 031   | 1,995 cc  | 84 x 90 mm            | 8.2:1                  | 105 PSkW hp⋅0 PS (77 kW; 104 ) en 5,500 rpm |
| 1984–85 | Volumex      | 132 V3 031   | 1,995 cc  | 84 x 90 mm            | 7.5:1                  | 135 PSkW hp⋅0 PS (99 kW; 133 ) en 6,000 rpm |

### Suspensión
La suspensión es convencional por la desigual duración de discos y de la bobina de más de compuerta en la parte delantera y por la bobina surgido en vivo del eje trasero en la parte trasera que se encuentra por una transversal enlace (barra Panhard (estabilizador transversal) y dos pares de hacia adelante, extendiendo el radio de barras para reaccionar ante el frenado y la aceleración de las fuerzas, y para el control del eje del viento.

## Modelos

### Modelo norteamericano

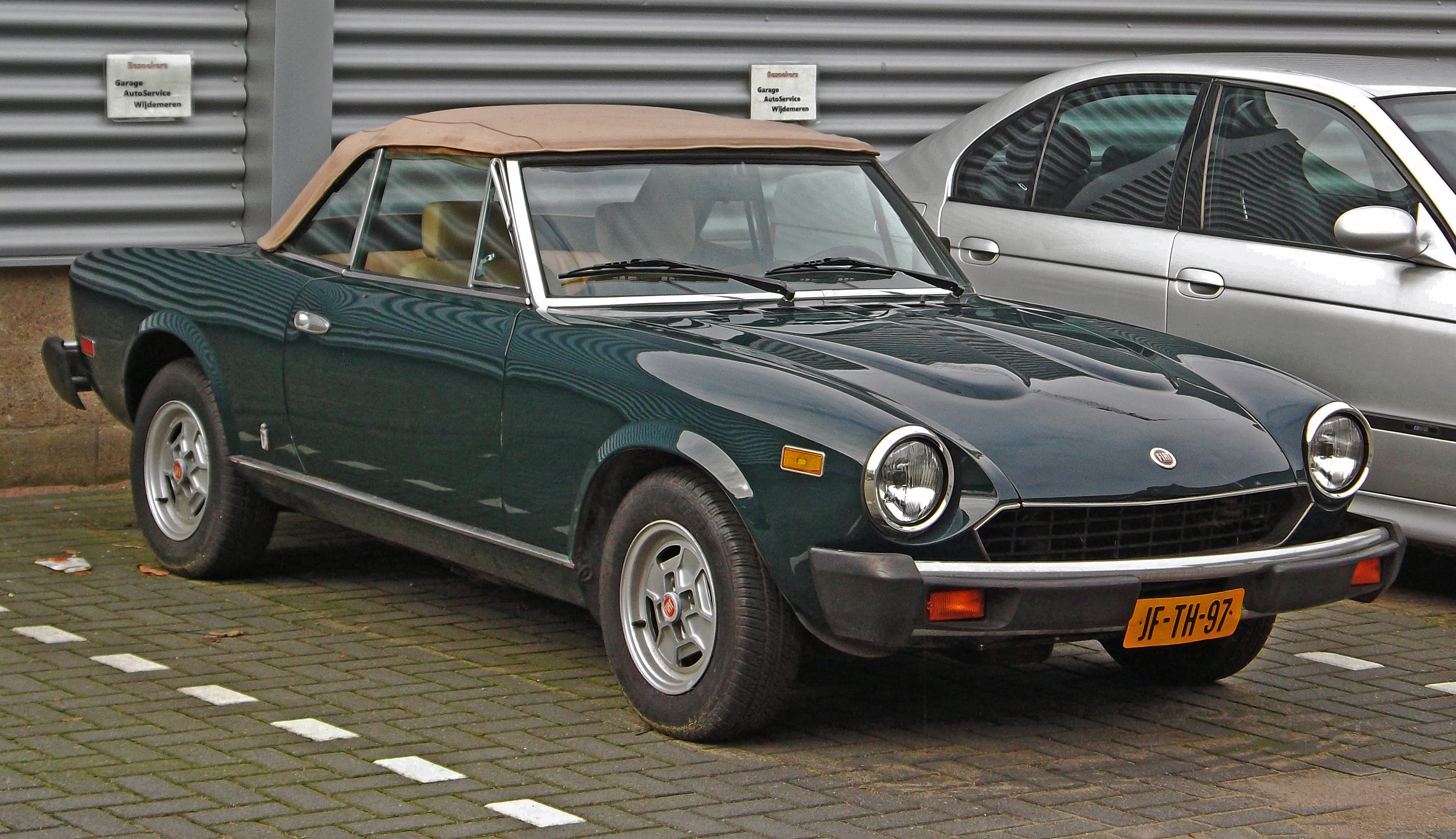
Fiat 124 Spider 2000 de 1981 (EE. UU.)

El Coupé y  Spider se comercializaron en el mercado de los Estados Unidos en 1968. En 1969, la Araña destacados de disco en las cuatro ruedas-frenos de doble árbol de levas, la vacilación, el limpiaparabrisas, la columna de dirección de iluminación-control, radial-ply neumáticos y una de cinco velocidades de transmisión manual. Un opcional de tres velocidades transmisión automática de General Motors estuvo disponible a partir de 1979 hasta 1985 para América del Norte, así como en Japón. El techo convertible del Spider fue conocido por su simplicidad de uso — permitiendo asientos del conductor rápidamente subir o bajar la parte superior. Cuando el motor se ha actualizado a dos litros, el modelo fue cambiado por el nombre de la Fiat 2000 Araña.  Para la década de 1980, el modelo del año una versión con un convertidor catalítico e Bosch inyección de combustible L-Jetronic fue introducido por California y opcional en los otros 49 estados. Para 1981, este motor, con 102 caballos (76 kW), se convirtió en estándar para montaje en América del Norte.
Fiat posteriormente dejó de marketing del Spider y el X1/9 — tener su comercialización asumido por sus respectivos carozzerie. En Europa, el Ritmo Cabrio también fue comercializado por Bertone en lugar de Fiat a sí mismos. En los Estados Unidos, Fiat volvió sobre el marketing y el soporte de la araña y el X1/9 Internacionales de Importadores de Automóviles, Inc., dirigida por Malcolm Bricklin.

### Fiat Abarth 124 Rally
El Fiat Abarth 124 Rally es una calle legales rally versión de los 124 Sport Spider vende a las masas, conocido también como "124 Abarth Stradale", presentado en noviembre de 1972.
Su principal objetivo era recibir la FIA homologación en el especial de grand touring cars (grupo 4) clase de carreras, y reemplazar el de 1.6 litros Fiat Sport Spider coches de rally que fueron objeto actualmente de una campaña. En el momento de 124 ya había ganado el año 1972 European Rally Championship en manos de Raffaele Pinto y Gino Macaluso.
El 124 Rally fue añadido para el Deporte de la Araña de la gama, que incluye los 1600 y 1800 modelos; los primeros 500 ejemplares producidos fueron destinados para el mercado interior italiano.
Entre los más notables modificaciones sobre el estándar de la araña hubo suspensión trasera independiente, el motor de actualizaciones, ligero de los paneles de la carrocería, y un rígido de techo duro.
En lugar de la habitual trasera de eje rígido, no es independiente de la suspensión de la menor de discos, el original de brazos tirados, una parte superior del puntal y una barra estabilizadora. En la parte delantera de una radio de la varilla en cada lado se añade a la norma brazos oscilante transversal doble.
El Abarth tipo 132 AC 4.000 1.8 litros twin cam motor fue traído desde el estándar de 118 a 128 PSkW hp⋅0DIN mediante la sustitución de la doble estándar-estrangulador del carburador con doble vertical de doble choke Weber 44 idfs a lo largo, y por la colocación de un Abarth de escape con doble salida de escape. El 9.8:1 relación de compresión se dejó intacto.
La transmisión es el todo-sincronizada de cinco velocidades opcional en los otros Sport Spider modelos, y los frenos son de discos en las cuatro esquinas.
A pesar de los 20 kglbs⋅0 cuatro-punto de barra estabilizadora equipado, peso en vacío es 938 kglbs⋅0, aproximadamente 25 kglbs⋅0 menos que la normal 1,8 litros de Deporte de tela de Araña.
Motor capó, la tapa del maletero y el duro fija la parte superior son de fibra de vidrio, pintadas de negro mate, la ventana trasera es de metacrilato y las puertas de aluminio. Parachoques delantero y trasero se han eliminado y sustituido por una simple goma bumperettes. Un solo negro mate ala espejo estaba equipado.
El negro mate del arco de la rueda extensiones de casa 185/70 VR 13 Pirelli CN 36 neumáticos en 5.5 J × 13" de cuatro radios llantas de aleación.
En el interior de la consola central, trasero ocasionales asientos, y la guantera tapa fueron eliminados; mientras que las nuevas características se han de aluminio anodizado de ajuste tablero, un pequeño de tres radios de cuero cubierto de Abarth en el volante, y Recaro de pana y cuero asientos de cubo como un extra-costo de la opción.
El coche lleva Fiat emblemas de la parte delantera y trasera, Abarth insignias y "Fiat Abarth" secuencias de comandos en la parte delantera de las alas, y Abarth centro de rueda tapas.
Solo tres colores de la pintura estaban disponibles: Corsa rojo, blanco, y azul claro.
| Fiat Abarth 124 Rally, especificaciones y comparación | Fiat Abarth 124 Rally, especificaciones y comparación | Fiat Abarth 124 Rally, especificaciones y comparación | Fiat Abarth 124 Rally, especificaciones y comparación |
|                                                       | Fiat Abarth 124 Rally                                 | Fiat 124 Sport Spider 1800                            |                                                       |
| ----------------------------------------------------- | ----------------------------------------------------- | ----------------------------------------------------- | ----------------------------------------------------- |
| Motor                                                 | 1,756 cc DOHC en línea y cuatro                       | 1,756 cc DOHC en línea y cuatro                       |                                                       |
| Carburadores                                          | 2x doble choke Weber 44 IDF                           | 1x doble choke Weber 34 DMS                           |                                                       |
| El poder                                              | 128 PSkW hp⋅0DIN a 6.200 rpm                          | 118 PSkW hp⋅0DIN a 6.000 rpm                          |                                                       |
| Par                                                   | 16,2 kgmNm lbft⋅0 a 5.200 rpm                         | 15,6 kgmNm lbft⋅0 a 4.000 rpm                         |                                                       |
| La distancia entre ejes                               | 2280 mmin⋅1                                           | 2280 mmin⋅1                                           |                                                       |
| Longitud                                              | 3914 mmin⋅1                                           | 3971 mmin⋅1                                           |                                                       |
| Ancho                                                 | 1630 mmin⋅1                                           | 1613 mmin⋅1                                           |                                                       |
| Pista delantera–trasera                               | 1413 –1400⋅mmin⋅1                                     | 1346 –1316⋅mmin⋅1                                     |                                                       |
| Peso en vacío incl. 75 kg controlador                 | 938 kglbs⋅0                                           | 960 kglbs⋅0                                           |                                                       |
| Velocidad máxima                                      | más de 190 kilómetros por hora (118 mph)              | 185 km/hmph⋅0                                         |                                                       |

## Rallying

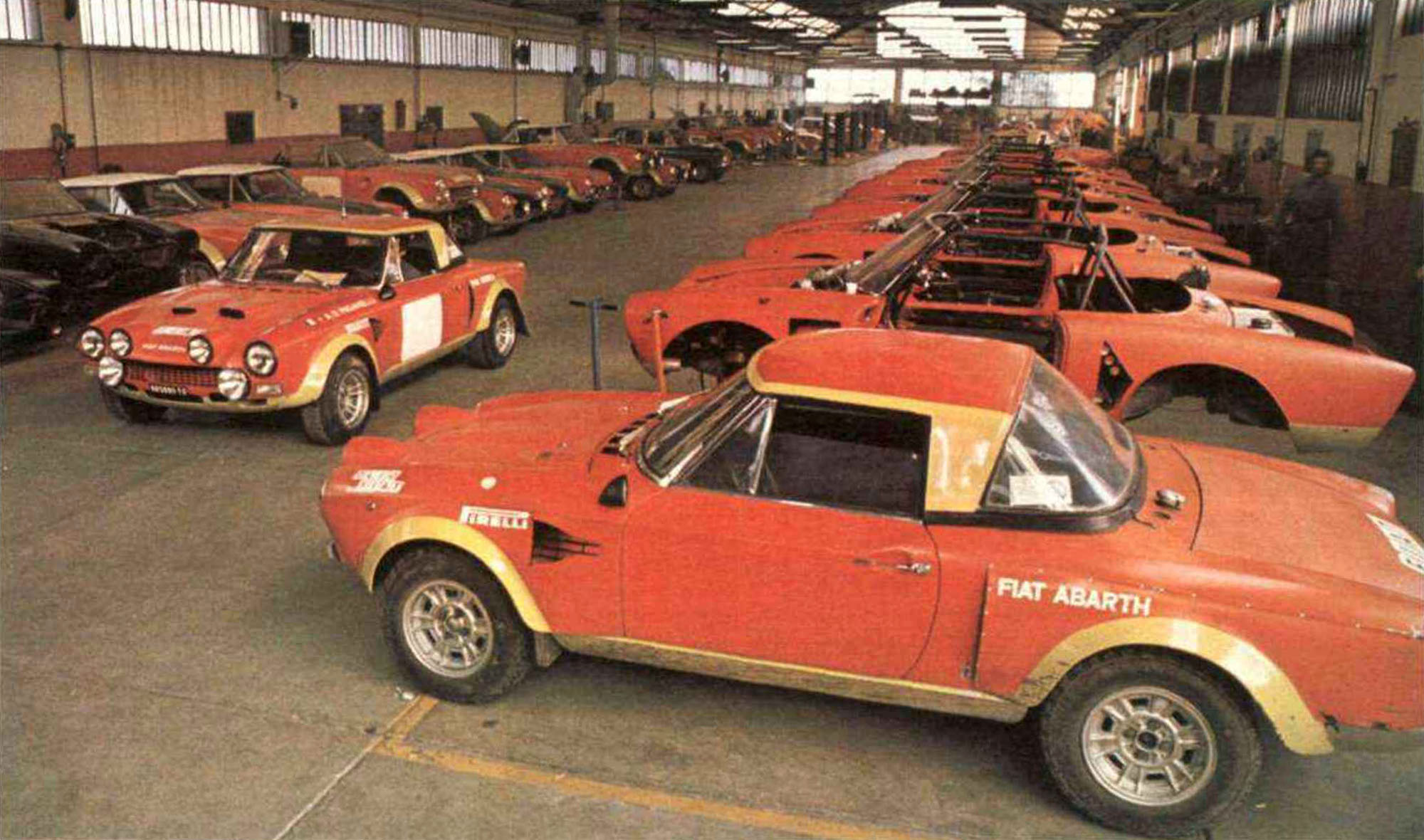
Fiat Abarth 124 de Rallyes en Abarth fábrica en Turín, c. 1975

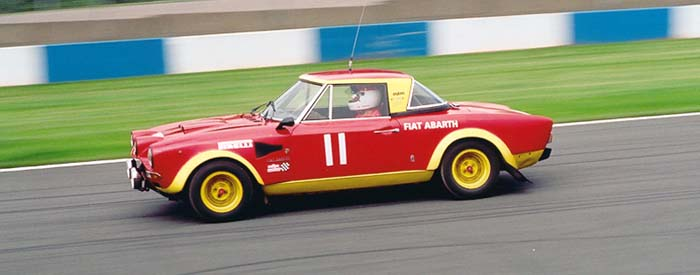
Fiat 124 Abarth en Sliverstone circuito de 2003

En 1971, el 124 Spider fue preparado para el Campeonato Mundial de Rally cuando Abarth se involucró con su producción y desarrollo. Abarth diseñador de Ing. Colucci fue responsable de obtener el 124 Spider en el Grupo 4 de rally trim. Durante este período el Abarth Spider fue relativamente exitosa con victorias en 1972 en la Hessen Rally, Rally Acrópolis, 1973 polaco Rally, 19 en el 1973 RAC rally y séptimo de la mayoría de los alpes Renaults en el 1973 Rally de Monte Carlo. La Araña seguido para realizar con primero, segundo y tercero, en 1974, al octavo portuguesa TAP Rally, sexto en el 1974 1000 Lagos, cuarto en 1975, el Rally de Monte Carlo y también con Markku Alén de conducción de la araña para el tercer lugar. En 1976 los días de 124 rally fueron contados debido a la aparición de la Fiat-Abarth 131.

## Producción
La modelo terminó en 1985, después de casi 200.000 arañas solo se habían fabricado, con un 75% para el mercado de EU. Hay nueve modelos de la araña, el as, BS, BS1, CS, CSA (Abarth), CS1, CS2, CS0, y DS.
| Año    | Modelo | Empezando núm. de chasis | Cubicaje | Tipo de motor                    | Entrega de combustible | Aspiración             |
| ------ | ------ | ------------------------ | -------- | -------------------------------- | ---------------------- | ---------------------- |
| 1966   | AS     | 000001                   | 1438     | 124 AC.040                       | Carbureted             | Naturalmente           |
| 1967   | AS     |                          | 1438     | 124 AC.040                       | Carbureted             | Naturalmente           |
| 1968   | AS     | 0005619                  | 1438     | 124 AC.040                       | Carbureted             | Naturalmente           |
| 1969   | AS     | 0010554                  | 1438     | 124 AC.040                       | Carbureted             | Naturalmente           |
| 1970   | BS     | 0021861                  | 1438     | 124 AC.040                       | Carbureted             | Naturalmente           |
| 1971   | BS     | 22589                    | 1438     | 124 AC.040                       | Carbureted             | Naturalmente           |
| 1971   | BS1    | 33950                    | 1608     | 125BC.040                        | Carbureted             | Naturalmente           |
| 1972   | BS1    | 47032                    | 1608     | 125BC.040                        | Carbureted             | Naturalmente           |
| 1973   | CS     | 59592                    | 1608     | 125BC.040                        | Carbureted             | Naturalmente           |
| 1973   | CS1    | 63308                    | 1592     | 132 AC.040.3                     | Carbureted             | Naturalmente           |
| 1974   | CS1    | 71650                    | 1756     | 132 Un1.040.4                    | Carbureted             | Naturalmente           |
| 1975   | CS     | 88792                    | 1756     | 132 Un1.040.5                    | Carbureted             | Naturalmente           |
| 1975   | CS     | 88792                    | 1756     | 132 Un1.031.5 mercado de EE. UU. | Carbureted             | Naturalmente           |
| 1976   | CS1    | 99909                    | 1756     | 132 Un1.040.5                    | Carbureted             | Naturalmente           |
| 1976   | CS1    | 99909                    | 1756     | 132 Un1.031.5 mercado de EE. UU. | Carbureted             | Naturalmente           |
| 1977   | CS     | 113343                   | 1756     | 132 Un1.040.5                    | Carbureted             | Naturalmente           |
| 1977   | CS     | 113343                   | 1756     | 132 Un1.031.5 mercado de EE. UU. | Carbureted             | Naturalmente           |
| 1978   | CS     | 126001                   | 1756     | 132 Un1.040.5                    | Carbureted             | Naturalmente           |
| 1978   | CS     | 126001                   | 1756     | 132 Un1.031.5 mercado de EE. UU. | Carbureted             | Naturalmente           |
| 1979   | CS2    | 142514                   | 1995     | 132 CS2.040                      | Carbureted             | Naturalmente           |
| 1979   | CS2    | 142514                   | 1995     | 132 CS2.031 mercado de EE. UU.   | Carbureted             | Naturalmente           |
| 1980   | CS0    | 00171001                 | 1995     | 132 C3.031                       | El combustible Inyectó | Naturalmente           |
| 1980   | CS0    | 1938507                  | 1995     | 132 C3.031                       | Carbureted             | Naturalmente           |
| 1980   | CS2    | 0157654                  | 1995     | 132 C3.040                       | Carbureted             | Naturalmente           |
| 1981   | CS0    | 171001                   | 1995     | 132 C3.031                       | El combustible inyectó | Naturalmente           |
| 1981   | CS2    | 164089                   | 1995     | 132 C3.040                       | El combustible inyectó | Turbocharged Opción    |
| 1982   | CS2    | 1938507                  | 1995     | 132 C3.040                       | El combustible inyectó | Turbocharged Opción    |
| 6/1982 | DS0    | 1967897                  | 1995     | 132 C3.040                       | El combustible inyectó | Naturalmente           |
| 1983   | DS0    | 5500001                  | 1995     | 132 C3.040                       | El combustible inyectó | Naturalmente           |
| 1984   | DS0    | 5503666                  | 1995     | 132 C3.040                       | El combustible inyectó | Naturalmente           |
| 1985   | DS0    | 5506060                  | 1995     | 132 C3.040                       | Carbureted             | Supercharged (Volumex) |

| Año      | 1970   | 1971   | 1972   | 1973   | 1974   | 1975   | 1976   | 1977   | 1978   | 1979   | 1980   | 1981  | 1982  | 1983  | 1984  | 1985  | 1970-85 |
| Unidades | 14,288 | 13,412 | 12,362 | 12,738 | 15,754 | 14,143 | 11,862 | 14,012 | 16,105 | 18,943 | 14,435 | 4,747 | 3,456 | 2,480 | 2,577 | 1,504 | 172,818 |

## Sucesor espiritual

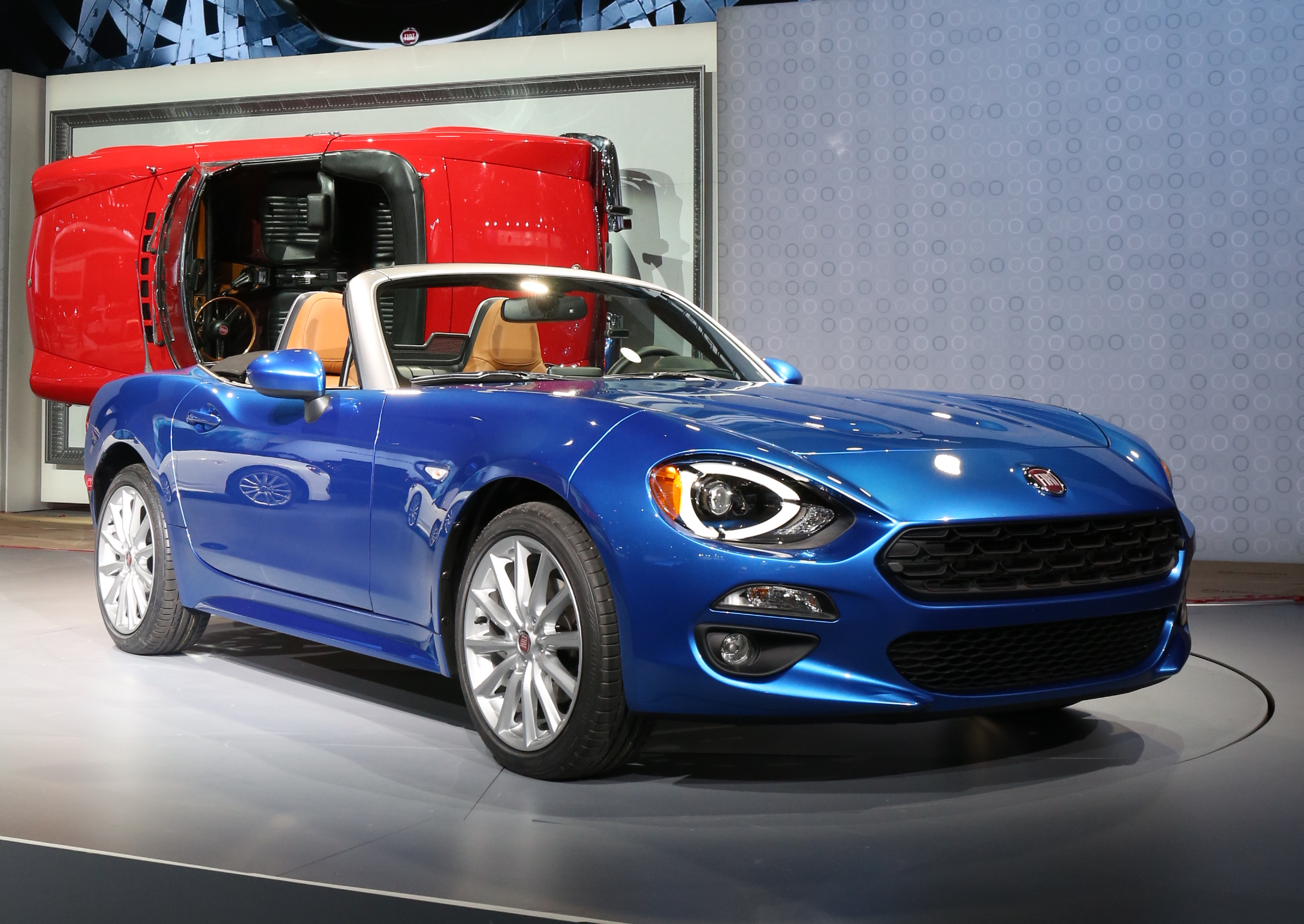
2016 Fiat 124 Spider

El número 124 fue retomado en el año 2016 a través de un joint venture con la empresa Mazda, utilizando el nuevo Mazda MX-5 plataforma. Después de considerar posiblemente de marketing el resultado como un Alfa Romeo Spider, el coche fue llevado al mercado como un Fiat. Fue presentado en el Auto Show de Los Ángeles en noviembre de 2015 y disponible a finales de 2016. El motor es un motor turbo de 1.4 MultiAir con 160 HP (119 kW) del Alfa Romeo gama.